# Mike Brown (cestista 1970)
Michael Burton Brown, detto Mike (Columbus, 5 marzo 1970), è un ex cestista e allenatore di pallacanestro statunitense, professionista nella NBA.

## Carriera
Dopo due anni da vice-allenatore ai Washington Wizards passa come vice agli Spurs dove coach Gregg Popovich lo forma come coach NBA. Dai tempi degli Spurs, le squadre di Brown hanno sempre vinto almeno 58 partite a stagione. Brown è anche stato capoallenatore degli Spurs in Summer League a Boston e a Salt Lake City. Dopo aver vinto il titolo NBA nel 2003 con gli Spurs viene assunto dagli Indiana Pacers come assistente allenatore di Rick Carlisle. Contribuisce a portare i Pacers a diverse apparizioni consecutive ai play-off compresa una finale di Conference nel 2004.
Il suo record da assistente allenatore è di 341-201 (62,9%).
Dopo aver passato due anni ai Pacers viene assunto nel giugno 2005 come head coach dai Cleveland Cavaliers di LeBron James in sostituzione di Brendan Malone: diventa così il secondo allenatore più giovane del campionato dopo Lawrence Frank dei New Jersey Nets. Il 2 giugno 2007 i Cavs di Brown conquistano per la prima volta nella loro storia le NBA Finals sconfiggendo i Detroit Pistons. Vengono tuttavia sconfitti in quattro partite proprio dalla sua ex squadra, gli Spurs. Il 1º febbraio 2008 viene nominato coach della Eastern Conference del mese di gennaio. Nel 2009 viene nominato allenatore della squadra All-Star della Eastern Conference diventando il secondo allenatore dei Cavs a guidare la selezione dopo Lenny Wilkens, che l'aveva guidata nel 1989. Il 24 aprile 2009 Brown vince l'NBA Coach of the Year Award dopo aver guidato i Cavs a un record di 66-16: il migliore nella storia della franchigia. Nel 2008–09 e nel 2009–10 ottiene il miglior record della lega, ma viene eliminato ai play-off. Il 13 maggio 2010 i Cavs vengono infatti eliminati dai Boston Celtics nelle semifinali di Conference agli NBA Playoffs 2010. Dopo questa sconfitta i Cavs diventano la prima squadra a vincere più di 60 partite in due stagioni consecutive senza arrivare alle NBA Finals. Dopo ciò viene licenziato il 24 maggio 2010. Nel dicembre 2010 inizia a lavorare come opinionista per la ESPN.
Dopo aver lasciato i Cavs è stato vice-allenatore della squadra della scuola media di suo figlio. È stato anche allenatore della Westlake Lee Burneson Middle School in Ohio. Ha rifiutato un'offerta da assistente al St. Mary's College in California.
Il 25 maggio 2011 i Los Angeles Lakers annunciano a sorpresa l'ingaggio di Brown (per 18,25 milioni di dollari), con un contratto di tre anni con team option per il quarto. Sostituisce Phil Jackson, che aveva dato l'addio alla pallacanestro alla fine della stagione 2010-11. Il suo ingaggio viene ufficializzato il 31 maggio 2011. I Lakers chiudono sotto la sua guida una stagione modesta: dopo aver chiuso con un bilancio di 41-25 (5º posto in NBA), la squadra viene eliminata al secondo turno dei play-off dagli Oklahoma City Thunder per 4-1. Il 9 novembre 2012 viene esonerato dell'incarico di allenatore dei Lakers dopo la pessima partenza nella stagione 2012-13 (bilancio di 1-4).
Il 25 aprile 2013 i Cavs dopo aver licenziato Byron Scott, alla fine di una stagione alquanto deludente,
trovano un accordo, dopo due anni lontano da Cleveland, con l'ex coach Brown, che firma un contratto quinquennale a oltre 20 milioni di dollari. Rimane solo per una stagione, nel quale con una squadra modesta, raggiunge il record di 33-49 mancando i playoff.
Nel 2016, dopo la sconfitta dei Warriors contro I Cavs firma un contratto con i californiani da vice allenatore dove vi rimarrà fino al 2022. Vincerà 3 titoli rispettivamente nel 2017, 2018, 2022 perdendo la finale del 2019 contro i Raptors di Nurse e Kawhi Leonard.
Durante l'avventura con i Warriors firma un contratto biennale con la Nazionale nigeriana, con cui svolge le deludenti Olimpiadi del 2021 dove vengono eliminati nel girone con Australia, Germania ed Italia. Nel 2021 in un allenamento congiunto con gli Stati Uniti battono questi ultimi per 90-87, la prima volta che una squadra africana ha battuto gli Stati Uniti.
Dopo l'avventura con i Warriors, firma un biennale con i Kings riuscendo nell'impresa di riportare la squadra californiana ai playoff dopo 17 anni con un record di 48 vittorie e 34 sconfitte e guadagnandosi per questo il NBA Coach of the Year Award. Ai  Playoffs i Kings, terza testa di serie a Ovest, sono accoppiati con i Golden State Warriors e riescono inizialmente a portarsi in vantaggio 2 a 0 nella serie, salvo essere eliminati dopo la sconfitta 100 a 120 in gara 7. 

## Statistiche

### Allenatore
| Stagione | Squadra             | Regular Season | Regular Season | Regular Season | Regular Season | Regular Season         | Post Season                                               |
| Stagione | Squadra             | V              | P              | % V            | G              | Posizione finale       | Post Season                                               |
| -------- | ------------------- | -------------- | -------------- | -------------- | -------------- | ---------------------- | --------------------------------------------------------- |
| 2005-06  | Cleveland Cavaliers | 50             | 32             | 61,0           | 82             | 2º in Central Division | Sconfitto alle Semifinali di Conference dai Pistons (3-4) |
| 2006-07  | Cleveland Cavaliers | 50             | 32             | 61,0           | 82             | 2º in Central Division | Sconfitto alle NBA finals dai Spurs (0-4)                 |
| 2007-08  | Cleveland Cavaliers | 45             | 37             | 54,9           | 82             | 2º in Central Division | Sconfitto alle Semifinali di Conference dai Celtics (3-4) |
| 2008-09  | Cleveland Cavaliers | 66             | 16             | 80,5           | 82             | 1º in Central Division | Sconfitto alle Finali di Conference dai Magic (2-4)       |
| 2009-10  | Cleveland Cavaliers | 61             | 21             | 74,4           | 82             | 1º in Central Division | Sconfitto alle Semifinali di Conference dai Celtics (2-4) |
| 2011-12  | L.A. Lakers         | 41             | 25             | 62,1           | 66             | 1º in Pacific Division | Sconfitto alle Semifinali di Conference dai Thunder (1-4) |
| 2012-13  | L.A. Lakers         | 1              | 4              | 20,0           | 5              | Esonerato              | -                                                         |
| 2013-14  | Cleveland Cavaliers | 33             | 49             | 40,2           | 82             | 3º in Central Division | Manca i Playoff                                           |
| 2022-23  | Sacramento Kings    | 48             | 34             | 58,5           | 82             | 1º in Pacific Division | Sconfitto al Primo Round dagli Warriors (3-4)             |
| 2023-24  | Sacramento Kings    | 46             | 36             | 56,1           | 82             | 4º in Pacific Division | Manca i Playoff                                           |
|          | Carriera            | 441            | 286            | 60,7           | 727            |                        |                                                           |

## Palmarès

### Allenatore
- NBA Coach of The Month Eastern Conference: 5 (gennaio 2008, dicembre 2008, febbraio 2009, marzo 2009, dicembre 2009)
- Allenatore all'NBA All-Star Game (2009)
- NBA Coach of the Year (2009, 2023)

### Assistente allenatore
- Campionato NBA: 4

San Antonio Spurs: 2003
Golden State Warriors: 2017, 2018, 2022